# 陳沒
陳沒，本名陳勇志，台灣填詞人，臺灣企業家，相信音樂創辦人。

## 生平
1988年進入唱片業擔任企劃，身兼歌詞創作。曾任滾石唱片副總經理、滾石唱片台灣區總經理、滾石唱片策略長。2006年組建相信音樂，現為相信音樂執行長，必應創造策略長。

## 作詞代表作
梁靜茹：《不想睡》、《FLY AWAY 》、《別人的天長地久》、《親親》、《崇拜》、《三吋日光》、《一秒的天堂》、《生命中不可承受的輕》、《滿滿的都是愛》、《屬於》、《情歌》、《愛久見人心》、《偶陣雨》、《小小孩》
周華健：《忘憂草》、《在雲端》、《我是誰》、《小天堂》
劉若英：《人之初》、《成全》、《我不想念》、《風和日麗》、《滿滿》
李心潔：《我要粘著你》、《口袋》
任賢齊：《傷心太平洋》、《天涯》、《飛鳥》、《神魔·不信邪》、《對摺》、《光芒》、《殺手鐧》、《明天過後》
無印良品：《恍然大悟》
品冠：《最想念的季節》、《走路回家》、《執子之手》、《那些女孩教我的事》
黃品源：《淚光閃閃》
丁噹：《我愛上的》、《親人》、《夢交響》、《冷血動物》、《踹來共》、《好難得》、《奇異果》、《偷偷的愛》、《手掌心》、《甩開》、《不愛》、《我不以為》、《原來你都在》
嚴爵：《偷偷的愛》、《好的情人》、 《火上加油》、《單細胞》、《潔癖》、 《π》、 《Everyday》、《超級巨星》、《至少我有我》
黃鴻升：《澀谷》、《黑心》
蘇慧倫：《天下大亂》
五月天：《由我們主宰(改編詞)》
凡人譜：《孤獨》
梁漢文：《一步步》
家家：《命運》